# 픽쳐 디스
《픽쳐 디스》(영어: Picture This)는 미국에서 제작된 스티븐 헤릭 감독의 2008년 로맨틱 코미디 텔레비전 영화이다. 애슐리 티즈데일, 케빈 폴랙, 로비 어멜 등이 출연하였고, 패트릭 휴스 등이 제작에 참여하였다.

## 출연
- 애슐리 티즈데일
- 케빈 폴랙
- 로비 어멜
- 로런 콜린스
- 셔네이 그라임스
- 신디 버즈비
- 마리마르그리트 사봉기
- 안젤라 갈뤼포
- 맥심 로이
- 제시 래스
- 대니 카인드
- 애니 머피
- 저스틴 브래들리

## 기타 제작진
- 배역: 폴 웨버
- 미술: 파트리샤 크리스티
- 분장 부문: 질리언 챈들러, 미셸 코테, 나탈리 트레파녜
- 제작 관리: 질 페로
- 조감독: 야니크 디비토, 파니 위동, 노르망 라벨